# Lỡ hẹn với ngày xanh
Lỡ hẹn với ngày xanh (tên cũ: Nơi chúng ta thuộc về) là một bộ phim truyền hình được thực hiện bởi Trung tâm Phim truyền hình Việt Nam, Đài Truyền hình Việt Nam do Trần Hoài Sơn làm đạo diễn. Phim phát sóng vào lúc 21h00 từ thứ 2 đến thứ 6 hàng tuần bắt đầu từ ngày 18 tháng 3 năm 2024 và kết thúc vào ngày 21 tháng 5 năm 2024 trên kênh VTV1.

## Nội dung
Bộ phim kể về những người trẻ trên con đường tìm kiếm "nơi bản thân thuộc về" của họ. Chuyện bắt đầu khi Duyên (Lê Bống)  gửi đến công ty ông Thắng (Trịnh Mai Nguyên) - bố của Giang (Minh Thu), tác phẩm dự thi dành cho kiến trúc sư trẻ. Đó là một công trình nhà vệ sinh cho trẻ vùng cao. So với những công trình hoành tráng hơn về thể loại, về tính hiện đại thì "nhà vệ sinh" của Duyên quá nhỏ nhoi.

## Diễn viên

### Diễn viên chính
- Lê Bống (Lê Xuân Anh) trong vai Cao Thị Duyên[1]
- Nguyễn Minh Thu trong vai Phạm Hương Giang
- Huỳnh Anh trong vai Nguyễn Tuấn Hiệp[2]
- Quách Thu Phương trong vai Vũ Thu Lê
- Trịnh Mai Nguyên trong vai Phạm Văn Thắng
- Ngọc Tản trong vai Bà Thật
- Nguyễn Thanh Tuấn trong vai Thường

### Diễn viên phụ
- Thanh Huyền trong vai Bạn bà Thu Lê
- Ngô Thu Hương trong vai Cô Trâm
- Danh Thái trong vai Tên Kỳ
- Bích Lan trong vai Định
- Thiên Kiều trong vai Mẹ Hiệp
- Diễm Hằng trong vai Hà
- Lâm Đức Anh trong vai Hoàng
- Mai Huê trong vai Chi
- Hải Như trong vai Lan
- Hà Đan trong vai Vy Vy
- Trần Đức Sơn trong vai Ông Hiếu
- Trần Bảo Nam trong vai Hiệp lúc nhỏ
- Lan Anh trong vai Bà Thu Lê lúc trẻ
- Thu Trang trong vai Mẹ Thường
- Lâm Ma Đo trong vai Thầy hiệu trưởng
- Anh Tuấn trong vai Bảo
- Trần Tài trong vai Long
- Lê Hà trong vai Bà Tình
- Hương Lý trong vai Bà Xuân

Cùng một số diễn viên khác...

## Sản xuất
Lỡ hẹn với ngày xanh là tác phẩm mới nhất trong năm 2024 của đạo diễn Trần Hoài Sơn và là tác phẩm đánh dấu sự trở lại của anh sau nhiều năm không xuất hiện trên phim truyền hình. Kịch bản bộ phim do Chu Hồng Vân, Chu Hà Linh và Hoàng Vân Anh chấp bút. Bộ phim bắt đầu khai máy trong 98 ngày và đóng máy vào ngày 5 tháng 4 năm 2024, với bối cảnh chủ yếu được thực hiện tại Hà Nội, Hòa Bình và Sơn La.
Ba vai chính  do Lê Bống, Huỳnh Anh và Minh Thu lần lượt đảm nhận. Góp mặt trong vai trò chính còn có sự tham gia của Quách Thu Phương, Trịnh Mai Nguyên, Ngọc Tản... Đây là tác phẩm đầu tay của hot TikToker Lê Xuân Anh (Lê Bống) và là lần đầu tiên cô tham gia một bộ phim do VFC sản xuất. Phim đồng thời đánh dấu lần đầu chạm ngõ màn ảnh nhỏ của Nguyễn Thanh Tuấn, sau khi được biết đến qua bộ phim Bình minh phía trước. 
Tác phẩm chính thức lên sóng VTV1 vào lúc 21h00 thứ 2 đến thứ 6 hàng tuần, bắt đầu từ ngày 18 tháng 3 năm 2024.

## Thay đổi lịch phát sóng
- Hoãn 1 tập vào ngày 17 tháng 4 để nhường sóng cho chương trình THTT Kỷ niệm 1100 năm ngày sinh Đinh Tiên Hoàng Đế, khai mạc lễ hội Hoa Lư năm 2024, nên dự kiến tập 23 vào ngày 18 tháng 4.
- Hoãn 1 tập vào ngày 26 tháng 4 để nhường sóng cho chương trình THTT Lễ kỷ niệm 10 năm Quần thể danh thắng Tràng An được UNESCO ghi danh là Di sản văn hoá và thiên nhiên thế giới, nên dự kiến tập 29 vào ngày 29 tháng 4.
- Hoãn 1 tập vào ngày 6 tháng 5 để nhường sóng cho chương trình THTT Kỷ niệm 70 năm chiến thắng Điện Biên Phủ - Mốc vàng lịch sử, nên dự kiến tập 34 vào ngày 7 tháng 5.

## Giải thưởng và đề cử
| Năm  | Giải thưởng    | Hạng mục                                                   | Đề cử                | Kết quả   | Tham khảo   |
| ---- | -------------- | ---------------------------------------------------------- | -------------------- | --------- | ----------- |
| 2024 | Giải Cánh Diều | Phim truyền hình xuất sắc                                  | Lỡ hẹn với ngày xanh | Đề cử     | [ 5 ] [ 6 ] |
| 2024 | Giải Cánh Diều | Nữ diễn viên phim truyền hình được khán giả yêu thích nhất | Lê Bống              | Đoạt giải | [ 5 ] [ 6 ] |